# Вальпернгайн
Вальпернгайн (нім. Walpernhain) — громада в Німеччині, розташована в землі Тюрингія. Входить до складу району Заале-Гольцланд. Складова частина об'єднання громад Гайделанд-Ельстерталь-Шкелен.
Площа — 4,75 км2. Населення становить 170 ос. (станом на 31 грудня 2021).